# Lisa O'Keefe
Lisa O'Keefe (Warrnambool, 30 de agosto de 1973) es una deportista australiana que compitió en taekwondo. Ganó una medalla de bronce en el Campeonato Mundial de Taekwondo, en la categoría de –63 kg.

## Palmarés internacional
| Campeonato Mundial | Campeonato Mundial | Campeonato Mundial | Campeonato Mundial |
| Año                | Lugar              | Medalla            | Categoría          |
| ------------------ | ------------------ | ------------------ | ------------------ |
| 1999               | Edmonton (Canadá)  | Medalla de bronce  | –63 kg             |